# Liste des monuments historiques de France
Cette page recense les monuments de France classés ou inscrits aux monuments historiques.

## Dates
- Liste des monuments historiques protégés en 1840, première liste constituée par l'État
- Liste des monuments historiques protégés en 1841, deuxième liste constituée par l'État

### Années 2010
- Liste des monuments historiques protégés en 2010
- Liste des monuments historiques protégés en 2011
- Liste des monuments historiques protégés en 2012
- Liste des monuments historiques protégés en 2013
- Liste des monuments historiques protégés en 2014
- Liste des monuments historiques protégés en 2015
- Liste des monuments historiques protégés en 2016
- Liste des monuments historiques protégés en 2017
- Liste des monuments historiques protégés en 2018
- Liste des monuments historiques protégés en 2019

### Années 2020
- Liste des monuments historiques protégés en 2020
- Liste des monuments historiques protégés en 2021
- Liste des monuments historiques protégés en 2022
- Liste des monuments historiques protégés en 2023
- Liste des monuments historiques protégés en 2024
- Liste des monuments historiques protégés en 2025

## Types
- Patrimoine agricole :
  - Bergeries
  - Fermes
  - Granges
  - Pigeonniers

- Patrimoine commercial :
  - Cafés
  - Halles
  - Hôtels
  - Magasins

- Patrimoine éducatif :
  - Collèges
  - Lycées

- Patrimoine industriel et artisanal :
  - Carrières
  - Cheminées
  - Manufactures
  - Mines
  - Moulins
  - Usines

- Patrimoine des loisirs et sports :
  - Arènes
  - Bibliothèques
  - Casinos
  - Cinémas
  - Haras nationaux
  - Hippodromes
  - Jardins d'agrément
  - Musées
  - Piscines
  - Salles de théâtre

- Mégalithes :
  - Alignements
  - Allées couvertes
  - Dolmens
  - Menhirs

- Patrimoine militaire et politique :
  - Arcs de triomphe
  - Beffrois
  - Bornes frontières
  - Bureaux de poste
  - Enceintes
  - Hôtels de ville
  - Monuments aux morts
  - Palais
  - Palais de justice
  - Portes
  - Portes d'eau
  - Prisons
  - Remparts
  - Tours

- Objets :
  - Cloches
  - Meubles
  - Statues

- Patrimoine religieux et spirituel :
  - Abbayes
  - Baptistères
  - Basiliques
  - Calvaires
  - Cathédrales
  - Chapelles
  - Chapelles funéraires
  - Chartreuses
  - Cimetières
  - Collégiales
  - Couvents
  - Croix
  - Croix hosannières
  - Églises
  - Fonts baptismaux
  - Monastères
  - Mosquées
  - Oratoires
  - Ossuaires
  - Presbytères
  - Prieurés
  - Synagogues
  - Temples protestants
  - Tumuli
  - Vitraux

- Patrimoine résidentiel :
  - Châteaux
  - Hôtels particuliers
  - Immeubles
  - Maisons
  - Troglodytes

- Patrimoine sanitaire :
  - Hôpitaux
  - Pharmacies

- Patrimoine technique et scientifique :
  - Aqueducs
  - Barrages
  - Bornes milliaires
  - Châteaux d'eau
  - Fontaines
  - Lavoirs
  - Marégraphes
  - Observatoires astronomiques
  - Phares
  - Ponts
  - Puits
  - Routes
  - Patrimoine ferroviaire :
    - Automotrices et autorails
    - Funiculaires
    - Gares
    - Locomotives
    - Matériels de service
    - Tramways
    - Voitures et wagons

- Véhicules :
  - Bateaux

- Divers :
  - Grottes
  - Îles
  - Places
  - Sites archéologiques